# Stellendam
Stellendam est un village dans la commune néerlandaise de Goeree-Overflakkee, dans la province de la Hollande-Méridionale. Le 1er janvier 2007, le village comptait 3 470 habitants.

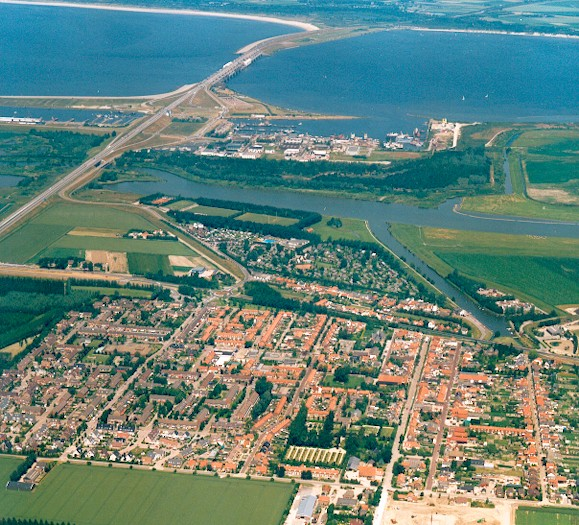
Vue aérienne de Stellendam

Stellendam est situé sur l'île de Goeree-Overflakkee.
Jusqu'en 1966, Stellendam était une commune indépendante. Le 1er janvier de cette année, Stellendam a été rattaché à la commune de Goedereede, en même temps qu'Ouddorp.